# Kalînivka
Kalînivka (în ucraineană Калинівка) este orașul raional de reședință al raionului Kalînivka din regiunea Vinnița, Ucraina. În afara localității principale, nu cuprinde și alte sate.

## Demografie
Componența lingvistică a orașului Kalînivka
     Ucraineană (95,75%)
     Rusă (3,93%)
     Alte limbi (0,14%)
Conform recensământului din 2001, majoritatea populației orașului Kalînivka era vorbitoare de ucraineană (95,75%), existând în minoritate și vorbitori de rusă (3,93%).